# Coldingham
Coldingham è un villaggio storico del Berwickshire, nello Scottish Borders, sulla linea costiera sudorientale della Scozia, a nord di Eyemouth.

## Storia
Già nel 660 Coldingham divenne località d'insediamenti religiosi di elevato livello. A Urbs Coludi, oggi nota come Kirk Hill, nel territorio di Coldingham, santa Ebba aveva fondato l'Abbazia di Coldingham, un monastero doppio, ove accolse Ætheldreda, prima moglie di suo nipote, il re di Northumbria, Ecgfrith. Beda il Venerabile lo descrive come «…il monastero delle vergini…» e sostiene che nel 679 il monastero venne distrutto da un incendio.
Esso non venne più ricostruito, pare, fino al 1098, allorché re Edgar vi fondò il Priorato di Coldingham, in onore di san Cutberto. Esso divenne il centro della baronia di Coldingham, avente il priore come signore feudale.
Il priorato continuò la sua vita religiosa fino al 1560, quando venne parzialmente distrutto durante la Riforma scozzese. Esso comunque rimase attivo fino al 1650, quando venne trasformato in fortezza da Oliver Cromwell. Dopo un assedio di due giorni, la torre principale nella quale si erano asserragliati gli assediati fu talmente dammeggiata dall'artiglieria degli assedianti, che i difensori dovettero capitolare. La torre crollò poi nel 1777. Le rovine di circa il 40% del priorato furono restaurate nel 1855. Oggi l'edificio viene utilizzato come chiesa parrocchiale ed è, come tale, uno degli edifici religiosi più notevoli.

## Economia

### Turismo
Presso la baia di Coldingham vi è una spiaggia molto popolare presso i praticanti del surf, con file di capanni da spiaggia.

## Galleria d'immagini

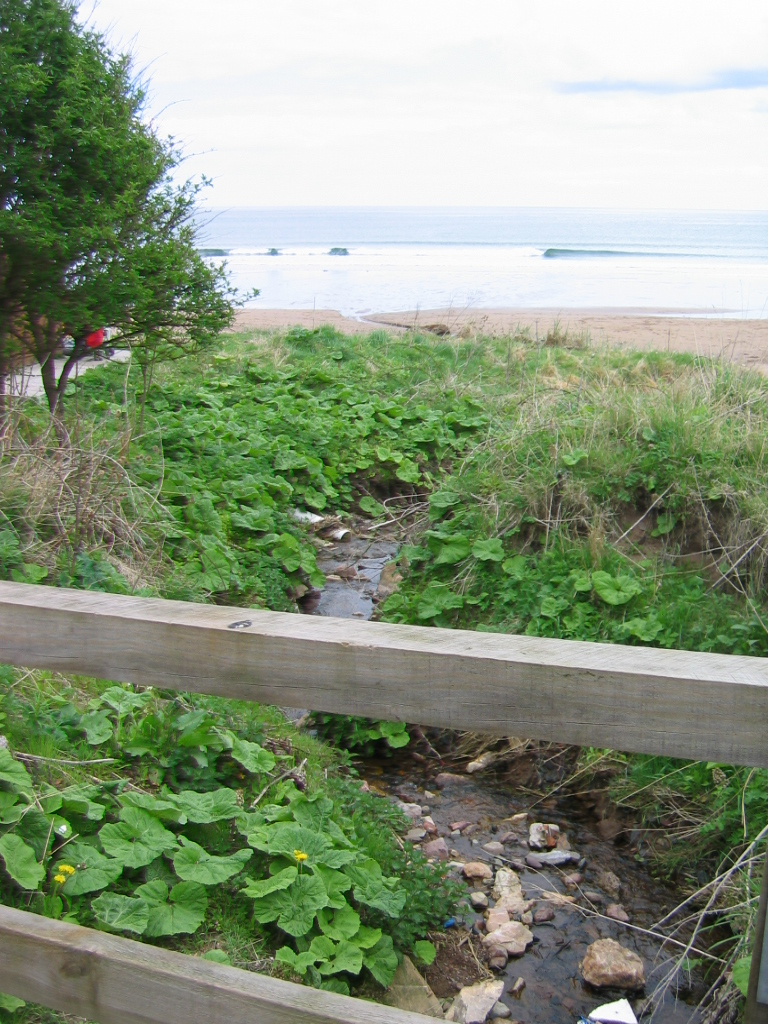
Corrente dello Spout, Coldingham Sands
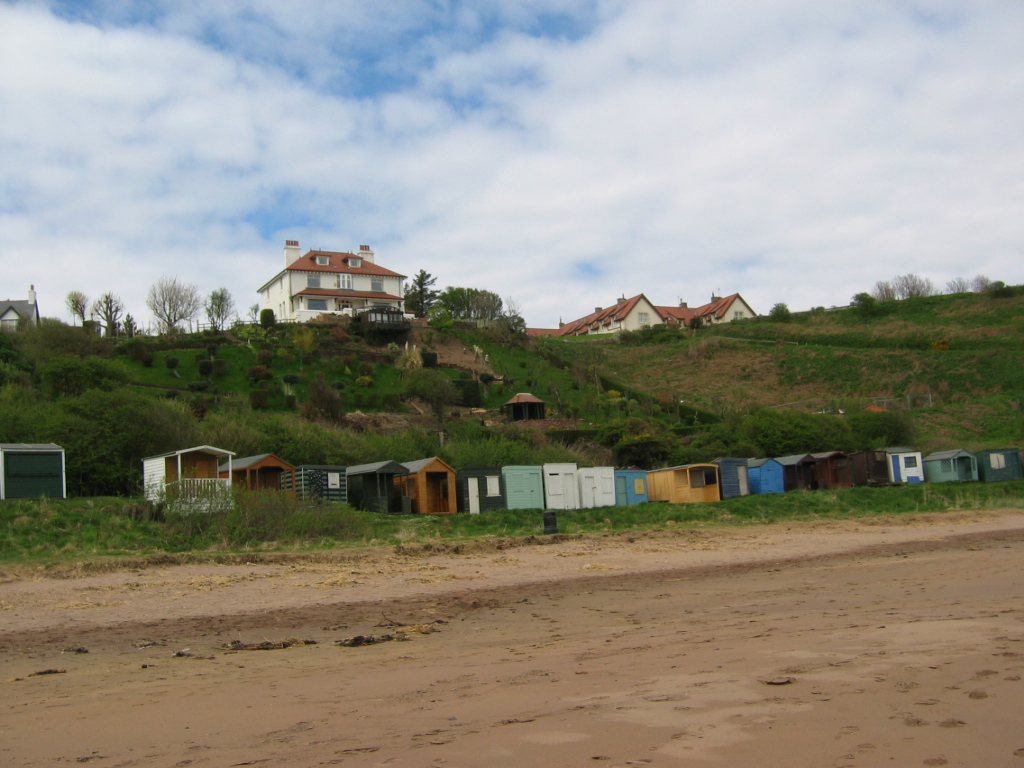
Capanne sulla spiaggia di Coldingham
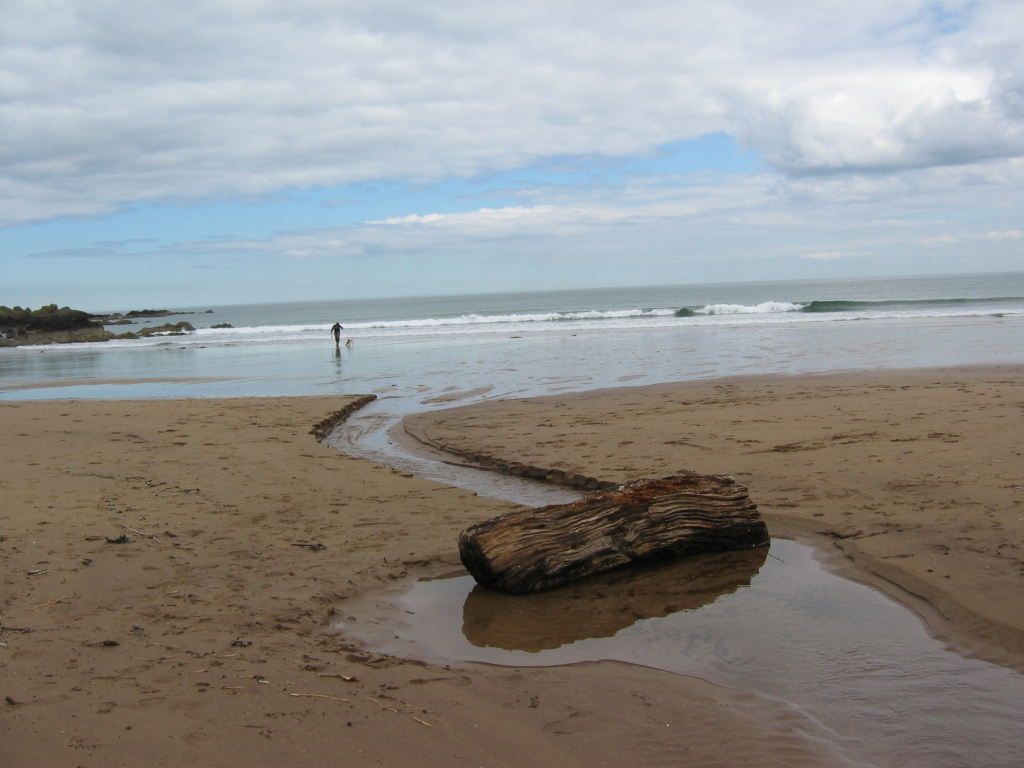
Sabbie di Coldingham
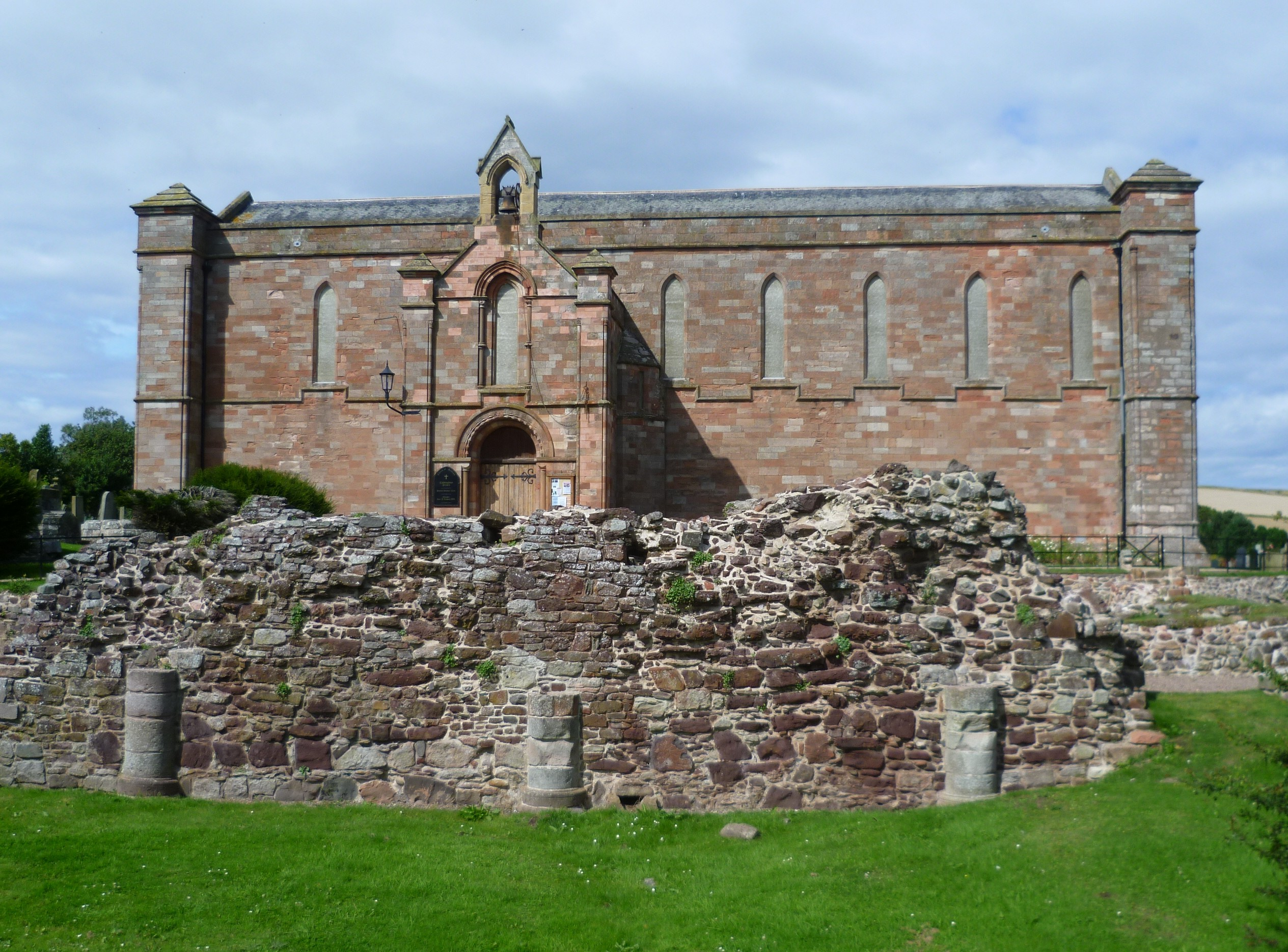
Chiesa parrocchiale eretta usando le pietre del Priorato di Coldingham